# Завод комплексних добрив у Таррагоні
Завод комплексних добрив у Таррагоні — колишній майданчик з виробництва добрив у іспанському місті Таррагона.
Проєкт спорудження заводу реалізувала створена в 1965 році компанія Industrias Químicas de Tarragona (INQUITASA). Майданчик почав роботу не пізніше 1967-го, коли ввели в дію виробництво аміаку. Відомо, що INQUITASA мала можливість щороку продукувати 18 (за іншими даними — 20) тисяч тонн цього необхідного для виробництва добрив напівфабрикату, при цьому сировиною для аміачного процесу була naphtha (суміш легких рідких вуглеводнів). Іншим напівфабрикатом була нітратна кислота, яку зазвичай отримують методом конверсії аміаку (можливо відзначити, що коли в 1975-му в хімічному індустріальному парку Таррагони ввели в дію завод нітратної кислоти компанії ERT, висловлювались сподівання, що це дозволить наростити випуск добрив у Таррагоні). Крім того, INQUITASA закуповувала в провінції Уельва пірити — сировину для продукування сульфатної кислоти.
Головними продуктами INQUITASAС були комплексні добрива та сульфату амонію, річна потужність по них станом на середину 1970-х становила 160 тисяч тонн та 60 тисяч тонн відповідно.
У 1975-му INQUITASA придбала інша іспанська компанія зі сфери виробництва добрив SA Cros.
У 1980-х роках іспанська промисловість добрив почала відчувати сильний негативний вплив ринкового середовища. Зокрема, в 1985-му SA Cros закрила завод комплексних добрив у Таррагоні.